# Rhynchospora triflora
Rhynchospora triflora är en halvgräsart som beskrevs av Vahl. Rhynchospora triflora ingår i släktet småag, och familjen halvgräs. Inga underarter finns listade i Catalogue of Life.